# Doha Corniche

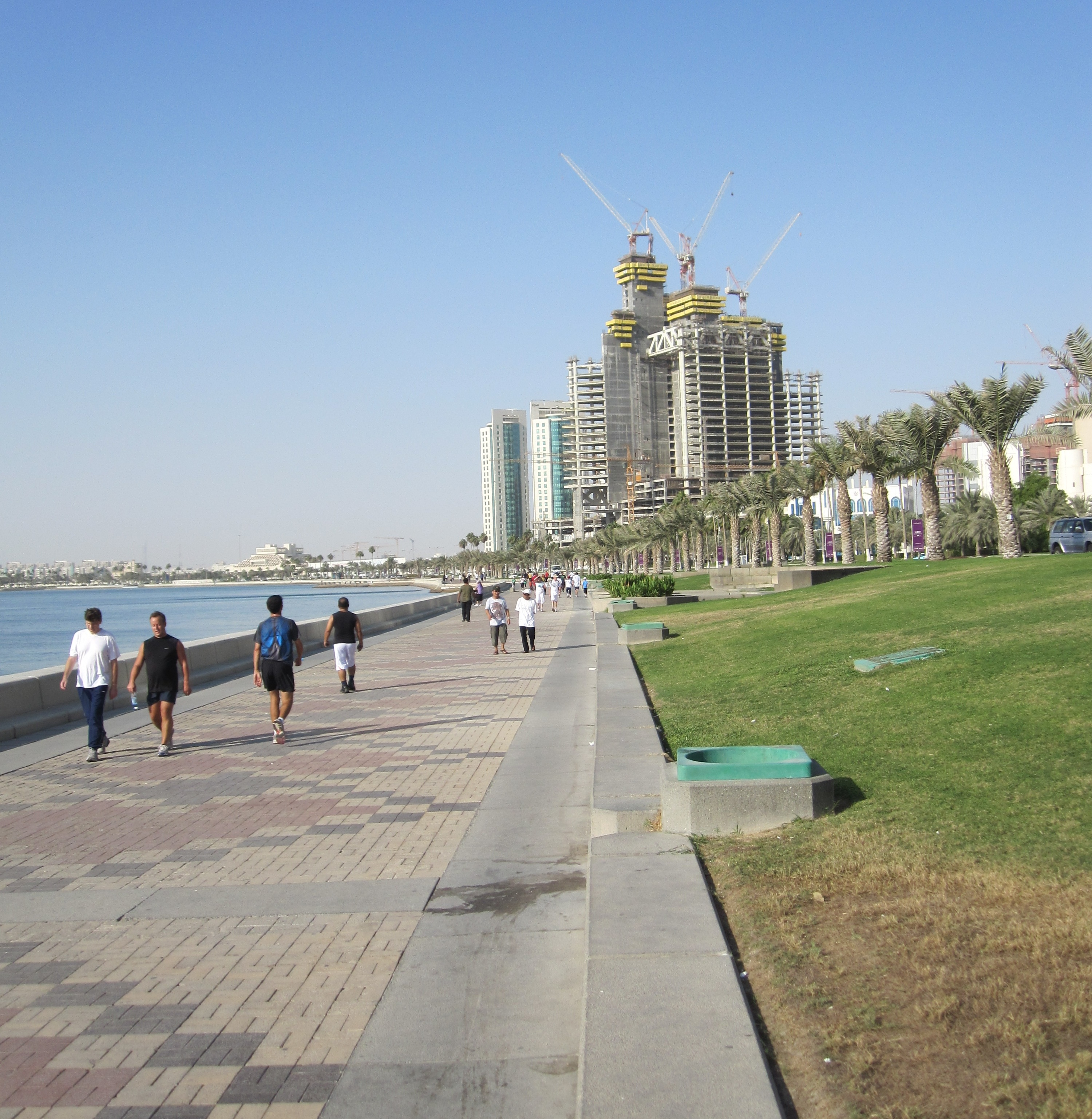
Spaziergängerpromenade entlang der Corniche

Die Doha Corniche ist eine Strandpromenade, die sich über mehrere Kilometer entlang der Bucht in der Stadt Doha erstreckt, der Hauptstadt von Katar. Eine Hauptverkehrsstraße verbindet das Geschäftsviertel mit dem Süden der Stadt und dem Flughafen Doha. Die Küste wurde in umfangreichen Bauarbeiten während der 1970er und 1980er Jahre umgeformt.
Die Stadt ist in den letzten Jahren stark expandiert, zahlreiche Wolkenkratzer wurden entlang der Corniche errichtet. So finden sich entlang der Corniche etliche Luxushotels und Parks sowie der Palast des Emirs. In der Gegend entstand auch das im Dezember 2008 eröffnete Museum für Islamische Kunst. Andere Großbauprojekte wie der Qatar National Bank Tower und die Dubai Towers Doha ruhen seit 2010.
Die Doha Corniche war außerdem bereits mehrmals Etappenziel der Katar-Rundfahrt.